# Pterocerina stylata
Pterocerina stylata é uma espécie de mosca ulita ou do tipo foto-asa do gênero Pterocerina, da superfamília Tephritidae e da família Ulidiidae.
Pouco se sabe dessa espécie atualmente, pois não se sabe onde ela se encontra, quando foi descrita e quem a descreveu, em comparação com as outras espécies de seu género.